# Transportkorps Speer
El Transportkorps Speer (en español: Cuerpo de Brigadas de transporte de Speer) fue un cuerpo paramilitar creado en 1944 a partir de la Legion Speer y las unidades del Nationalsozialistisches Kraftfahrkorps (NNSK) que servía a la Organización Todt. Poco después de su creación se subordinó a la Wehrmacht. Sin embargo, su misión principal permaneció en apoyo de la OT, que en este momento se dedicaba principalmente a la reconstrucción y reparación de instalaciones industriales dañadas por bombas y complejos de viviendas. El Transportkorps Speer se organizó en batallones y regimientos de transporte motorizado, con el apoyo de unidades de depósito, reparación, ingeniería, señalización y médicas.

## Creación
El Cuerpo Nacionalsocialista de Motos (NSKK) entregó el transporte de vehículos motorizados a la organización Todt, la organización de ingeniería civil y militar en la Alemania nazi, hasta 1944. La brigada de transporte NSKK Todt estuvo a cargo del transporte motorizado para la construcción de la Línea Sigfrido. La brigada de transporte de NSKK Speer estaba a cargo del transporte de motor para las construcciones de la base aérea del OT. Los conductores extranjeros fueron reclutados en la Legion Speer, ya que ellos, como extranjeros, no podían ser miembros del NSKK, que era una suborganización del NSDAP. En 1942, Transportbrigade Todt, Transportbrigade Speer y Legion Speer, que se incluye en una organización paraguas, el Transportgruppe Todt, que en 1944 se convirtió en una organización independiente del NSKK el Transportkorpss Speer. 12 de septiembre de 1944, el Transportkorps Speer fue transferido al control de la Wehrmacht.

## Misión
En el otoño de 1944, la mayor parte de la OT se retiró de la Europa ocupada por Alemania , el área del Reich. Su nueva tarea fue la reconstrucción y reparación de instalaciones industriales dañadas por bombas y complejos de viviendas. La movilidad era de suma importancia, y a las unidades OT principales se les asignaron vehículos motorizados de Transportkorps Speer. La falta de vehículos impidió que las unidades OT secundarias fueran motorizadas. El Ministerio de Armamento, la Luftwaffe y el ejército alemán también tenían unidades de Transportkorps Speer adjuntas. Sin embargo, el OT era su mayor empleador. De los 50.000 vehículos motorizados del Transportkorps Speer, 40.000 fueron asignados al OT.

## Organización
El Transportkorps Speer era una agencia separada que trabajaba estrechamente con el OT; se intercambiarían saludos mutuos entre los miembros de ambas organizaciones.
El OT fue atendido por varios Kraftwagentransportabteilungen (batallones de transporte de vehículos de motor). Un Transportregiment (Regimiento de transporte) 2 y 3 sirvieron a la Luftwaffe. Regimiento de transporte 5-12, el ejército alemán. Además, había Ersatzabteilungen (Batallones de depósito), Kraftfahrinstandesetzungsregimenter (Regimientos de reparación de vehículos), Pionierabteilung (Batallón de ingeniería), Nachrichtenstaffel (compañía de señales independiente), Sanitätskraftfahrstaffel (compañía médica independiente), y un Sicherungssabteil (Escort de Battung).
La organización superior del Transportkorps Speer estaba compuesta originalmente por ocho Abschnitte (sectores). En agosto de 1944, cuatro Inspektionen (inspecciones) a nivel de división reemplazaron los ocho sectores, mientras que en febrero de 1945, las cuatro inspecciones fueron reemplazadas por seis Intendante (comandos de suministro). Ya en abril de 1945, los restos del Transportkorps Speer se reorganizaron en tres brigadas; una para Noruega, Dinamarca y el norte de Alemania; uno para Alemania central y el Protectorado de Bohemia y Moravia; y uno para Ostmark, el norte de Italia y el norte de Yugoslavia.

## Fin
El Transportkorps Speer dejó de funcionar como una organización operativa antes de que Alemania capitulara. Al final de la guerra, todos sus vehículos que no fueron tomados por la Wehrmacht estaban parados debido a la falta de combustible.

## Rangos
| Insignia  | Insignia          | Rango                        | Grupo de pago de servicios de Guerra de la Wehrmacht | Equivalente en rangos de la Wehrmacht |
| Gorguera  | Hombro            | Rango                        | Grupo de pago de servicios de Guerra de la Wehrmacht | Equivalente en rangos de la Wehrmacht |
|           |                   | Korpskommandant              | 2                                                    | General d. Infanterie                 |
|           | Gruppenkommandant | 3                            | Generalleutnant                                      |                                       |
|           | Brigadekommandant | 4                            | Generalmajor                                         |                                       |
|           |                   | Oberstkapitän                | 5                                                    | Oberst                                |
|           | Oberfeldkapitän   | 6                            | Oberstleutnant                                       |                                       |
|           | Oberstabskapitän  | 7                            | Major                                                |                                       |
|           | Stabskapitän      | 8                            | Hauptmann                                            |                                       |
|           | Oberfeldkornett   | 9                            | Oberleutnant                                         |                                       |
|           | Feldkornett       | 10                           | Leutnant                                             |                                       |
| Enlistado |                   |                              |                                                      |                                       |
|           |                   | Stabsfahrmeister             | 11                                                   | Stabsfeldwebel                        |
|           | Hauptfahrmeister  | 11                           | Oberfeldwebel                                        |                                       |
|           | Oberfahrmeister   | 12                           | Feldwebel                                            |                                       |
|           | Fahrmeister       | 13                           | Unterfeldwebel                                       |                                       |
|           | Unterfahrmeister  | 14                           | Unteroffizier                                        |                                       |
|           |                   | Stabskraftfahrer             | 15                                                   | Stabsgefreiter                        |
|           | Hauptkraftfahrer  | 15                           | Obergefreiter                                        |                                       |
|           | Oberkraftfaher    | 16 (después de dos años, 15) | Gefreiter                                            |                                       |
|           | Kraftfahrer       | 16 (después de dos años, 15) | Grenadier                                            |                                       |
| Fuente:   | [ 2 ] [ 3 ]       |                              |                                                      |                                       |

Colores de las Tropas:
- Negro: Servicio General
- Verde: Administración
- Azul suave/Celeste: Apoyo
- Azul: Médicos
- Rosado: Ingenieros
- Vino Tinto: Judiciales
- Gris: Servicio Especial